# 德米特里夫卡 (科明捷爾尼夫西克區)
46°47′34″N 31°1′48″E / 46.79278°N 31.03000°E
德米特里夫卡（烏克蘭語：Дмитрівка）是位於烏克蘭西南部的村莊，由敖德萨州敖德萨区的維濟爾卡市鎮負責管轄。該村面積0.76平方公里，海拔高度52米，2001年人口512，人口密度每平方公里673.68人。